# (9515) Dubner
(9515) Dubner est un astéroïde de la ceinture principale.

## Description
(9515) Dubner est un astéroïde de la ceinture principale. Il fut découvert le 5 septembre 1975 à El Leoncito par Mario R. Cesco. Il présente une orbite caractérisée par un demi-grand axe de 2,42 UA, une excentricité de 0,22 et une inclinaison de 23,7° par rapport à l'écliptique.

## Compléments